# 2028
Rok 2028 / MMXXVIII
stulecia: XX wiek ~
XXI wiek ~
XXII wiek

dziesięciolecia:
1990–1999 •
2000–2009 •
2010–2019 •
2020–2029

lata: 2018 «
2023 «
2024 «
2025 «
2026 «
2027 «
2028
» 2029
» 2030
» 2031
» 2032
» 2033
» 2038

## Wydarzenia sportowe
- 14 – 30 lipca – letnie igrzyska olimpijskie
- 16 czerwca – 16 lipca – Mistrzostwa Europy w piłce nożnej w Wielkiej Brytanii i Irlandii

## Wydarzenia astronomiczne
- 26 stycznia – zaćmienie Słońca z zaćmieniem obrączkowym[1][2]
- 20 marca – równonoc wiosenna[3]
- 20 czerwca – przesilenie letnie[4]
- 26 czerwca – planetoida (153814) 2001 WN5 przeleci w pobliżu Ziemi w odległości ok. 248 700 km[5]
- 22 lipca – zaćmienie Słońca z zaćmieniem całkowitym[6][7]
- 22 września – równonoc jesienna[8]
- 26 października – asteroida (35396) 1997 XF11 przeleci w pobliżu Ziemi w odległości ok. 930 000 km[9]
- 21 grudnia – przesilenie zimowe[10]

## Święta ruchome
- Tłusty czwartek: 24 lutego
- Ostatki: 29 lutego
- Popielec: 1 marca
- Niedziela Palmowa: 9 kwietnia
- Wielki Czwartek: 13 kwietnia
- Wielki Piątek: 14 kwietnia
- Wielka Sobota: 15 kwietnia
- Wielkanoc: 16 kwietnia
- Poniedziałek Wielkanocny: 17 kwietnia
- Wniebowstąpienie Pańskie: 28 maja
- Zesłanie Ducha Świętego: 4 czerwca
- Boże Ciało: 15 czerwca[11]

## Rok 2028 w fikcji
- Metal Slug z 1996
- Carmageddon z 1997
- Blood II: The Chosen z 1998
- Virtue’s Last Reward z 2012
- Wojna o planetę małp z 2017